# エクストリーム・ネットワークス
エクストリーム・ネットワークス（Extreme Networks）は、アメリカ合衆国ノースカロライナ州モリスビルに本社を置く、ネットワーク企業である。
有線・無線のネットワークインフラ機器の設計・開発・製造を行うとともに、ネットワーク管理、ポリシー、分析、セキュリティ、アクセスコントロールなどのソフトウェアの開発も行い、NASDAQに上場（証券コード : NASDAQ: EXTR）している。
米国本社100%出資の日本法人、Extreme Networks株式会社（英文社名：Extreme Networks K.K.、執行役員社長：横山尊信）は、東京都千代田区に本社を置いている。

## 沿革
Gordon Stitt、Herb Schneider、Stephen Haddockらにより1996年に米国カリフォルニア州で設立された。最初のオフィスはクパチーノにあり、その後サンタクララ、サンノゼに移転した。初期の投資家には、ノーウェスト・ベンチャー・パートナーズ、AVIキャピタル・マネジメント、トリニティ・ベンチャーズ、クライナー・パーキンス・コーフィールド・アンド・バイヤーズなどが名を連ねた。Gordon Stittは共同設立者であり、2006年8月まで最高経営責任者を務め、その後取締役会の会長に就任した。
1999年4月の新規株式公開では、NASDAQ証券取引所にティッカーシンボル「EXTR」として上場。
- 1999年3月2日 - 米国本社100%出資の日本法人「エクストリーム ネットワークス ジャパン」を設立
- 2013年4月 - Oscar Rodriguez の後任として、Charles W. Berger（Actianに買収されたParAccel社出身）がCEOに就任。
- 2014年11月 - NFLの最初の公式Wi-Fiソリューション・プロバイダーに指名。
- 2015年4月19日 - Charles W. BergerがCEOを辞任し、後任には取締役会長のEd Meyercordが就任。
- 2020年9月 - アナリスト企業Omdiaが、エクストリーム・ネットワークスをラウドマネージド・ネットワーキングの急成長ベンダーに選出。
- 2024年3月 - ガートナーのアナリストにより、「2024 Gartner Magic Quadrant for Wired and Wireless LAN Access Infrastructure」において、6年連続で「Leader」に選出。

## 買収
- 1996年10月、Mammoth Technologyを買収。
- 2001年2月にOptranet、同年3月にはWebstacksをそれぞれ約7300万ドル、約7400万ドルで買収。
- 2013年9月12日、Enterasys Networksを現金約1億8000万ドルで買収すると発表。
- 2016年10月31日、Zebra Technologies社の無線LAN事業の買収を約5500万ドルで完了したことを発表
- 2017年3月7日、1億ドル規模の取引でアバイアのネットワーク事業を買収する意向を発表。この買収は2017年7月17日に正式に完了した。この取引の一環として、エクストリーム・ネットワークスは、アバイアから顧客、人材、技術資産を取得した。この買収により、教育、ヘルスケア、政府機関の市場における同社の地位は、高い安全性と簡素化されたアクセス、管理、制御を実現するアバイアの受賞歴のあるFabric技術が加わったことで強化された。また、高性能モジュラースイッチの新製品群、ソフトウェアツール、IoT技術など、スイッチングポートフォリオが強化された。エクストリーム側は、アバイアから買収したネットワーク資産から「2億ドル以上の年率換算の追加収益が得られる」との見通しを公表した。
- 2017年3月29日、ブロードコムから、同社傘下のブロケード コミュニケーションズ システムズのSRA（Switching, Routing, and Analytics）事業を買収する意向を発表。買収規模は非公開。この買収は2017年10月30日に正式に完了し、それに伴いエクストリームはブロケードからSLX、VDX、MLX、CES、CER、Workflow Composer、Automation Suites、その他一部のデータセンター関連製品を含む顧客関係、人材、技術資産を取得した。エクストリーム側は、「この取引により、買収した資産から2億3,000万ドル以上の年率換算の追加収益が得られる」と予想しているとした。
- 2019年6月26日、Aerohive Networksを2億7,200万ドルで買収すると発表。 同社の無線、LAN、SD-WAN製品のクラウド管理されたポートフォリオは、業界で高く評価されている。買収は2019年8月9日に購入総額約2億7,200万ドルで完了した。
- 2021年8月10日、Infovista社のIpanema SD-WAN事業を買収する意向を発表 [17]

一連のM&A活動を通じて、エクストリーム・ネットワークスは、以下の企業のネットワークに特化した業界系統を受け継ぐことになった。Digital、Chantry、Siemens、Cabletron、Enterasys、AirDefense、Symbol、Motorola、Zebra、Wellfleet、SynOptics、Bay Networks、Nortel Networks、アバイア、Vistapointe、StackStorm、Foundry Networks、Brocade、Aerohive Networks。統合後は10億米ドル規模の年間収益を上げ、企業ネットワーク企業のトップ3に入ると主張している。また、業界評論家のZeus Kerravalaは、「より大きく、より収益性の高いエクストリーム・ネットワークスは、研究開発に投資する資金を増やし、さらなるイノベーションを促進するだろう」と述べている。

## 製品
製品ラインであるExtremeApplications、ExtremeWireless、ExtremeSwitching、ExtremeRoutingは、データセンター、キャンパス、エッジの各分野で利用可能である。Extreme Networks のサービスには、プロフェッショナルサービス、プレミアサービス、メンテナンスサービス、マネージドサービスに加えて、100％インハウスで実施するサポートサービスがある。
同社は、2002年に最初の10ギガビットイーサネット製品を発表し、モジュール式のBlackDiamond 6800イーサネットスイッチで利用可能となった。
2014年、ネットワークを活用したアプリケーション・アナリティクス「ExtremeAnalytics」を発表した。
2017年、アバイアとのネットワーク事業統合に伴い、強化されたIEEE 802.1aq Shortest Path BridgingとIETF 6329をベースにした標準ベースのファブリック技術であるExtreme Fabric Connectを発表した。Extreme Fabric Connectは、数十年にわたるイーサネットとIS-IS（Intermediate System-to-Intermediate System）の経験を組み合わせ、イーサネットの長所とIPの長所を組み合わせた次世代技術を提供している。
2019年1月、AIを搭載した802.11ax（Wi-Fi 6）アクセスポイントとマルチレートスイッチを発表。
2019年2月、組織が保護されていないIoTデバイスやネットワークエンドポイントを保護するためのシンプルなセキュリティソリューションである「Extreme Defender for IoT」の展開を開始した。「Defender for IoT」は、あらゆるネットワークに導入することができ、スタッフはこれを使用して、有線および無線のIoTデバイスをサイバー攻撃から隔離・保護することができる。
2019年10月、Aerohive Networksの買収により、クラウドベースのエンタープライズネットワーク管理アプリケーションであるExtremeCloud IQをポートフォリオに追加した。2020年6月、ExtremeCloud IQは、すべての主要なクラウドプロバイダー（Amazon Web Services、Google Cloud Platform、Microsoft Azure）で利用可能となった。市場で唯一の第4世代クラウドプラットフォームとなり、データ無制限の提供が可能となった。 ExtremeCloud IQは、CRN誌の2020年のネットワーキング・プロダクト・オブ・ザ・イヤー賞に選ばれた。
2019年10月下旬、エッジからデータセンターまでのすべての新しいExtremeハードウェア製品を支えるブロードコムのネットワーキングチップセットとプログラマブルシリコンを選択。ブロードコムのスイッチ ICのTridentファミリーは、同社のテクノロジーに組み込まれた。
2020年9月、エンタープライズクラスのスイッチングとワイヤレスインフラのためのユニバーサルプラットフォームを発表。ユニバーサル・プラットフォームのエンドユーザーは、同じハードウェアを使用して複数のExtremeオペレーティングシステムを実行することができ、柔軟性と選択肢を提供するとともに、総所有コストを最適化することができる。
2020年10月、BluetoothとBLEの侵入防止とWi-Fiセキュリティを単一の無線侵入防止システム「Extreme AirDefense」で提供する最初のネットワークベンダーとなった。
2024年12月、ネットワークとセキュリティにおける顧客体験を簡素化するAI搭載統合型オートメーション「Extreme Platform ONE」を発表。

## 日本国内一次代理店
製品の購入は、一次代理店以外にもシステムインテグレーター、ネットワークインテグレーターなどから購入することも可能である。
- アヴネット株式会社
- 丸紅情報システムズ株式会社
- 株式会社Sanko IB
- TD SYNNEX株式会社
- 東京エレクトロン デバイス株式会社
- 株式会社テリロジー
- 伊藤忠テクノソリューションズ株式会社
- 三井情報株式会社
- ネットワンシステムズ株式会社
- 日商エレクトロニクス株式会社